# Uzuki (Schiff, 1926)
Die Uzuki (jap. 卯月, dt. „April“) war ein Zerstörer der Mutsuki-Klasse der Kaiserlich Japanischen Marine, der im Zweiten Weltkrieg zum Einsatz kam.

## Geschichte
Das Schiff wurde von der Ishikawajima Co. in Tokio gebaut und lief dort am 11. Januar 1924 vom Stapel. Die Indienststellung erfolgte am 14. September 1926 und 1928 wurde es auf den Namen Uzuki getauft, da es vorher nur mit einer Nummer (Nr. 25) benannt wurde. Der Zerstörer wurde am 12. Dezember 1944 bei einem Angriff US-amerikanischer PT-Schnellboote versenkt.